# Distrikt Masindi
Masindi ist ein Distrikt in Westuganda. Die Hauptstadt des Distrikts ist Masindi.

## Lage
Der Masindi-Distrikt grenzt im Norden an den Distrikt Nwoya, im Osten an den Distrikt Kiryandongo, im Südosten an den Distrikt Nakasongola und den Distrikt Nakaseke, im Süden an den Distrikt Kyankwanzi, im Südwesten an den Distrikt Hoima und im Nordwesten an den Distrikt Buliisa.

## Geschichte
Das Gebiet war Teil des ehemaligen Distrikt Bunyoro. In der Unabhängigkeit war Bunyoro ein Königreich und Masindi war eine Einheit innerhalb des Königreichs. Als die ugandischen Königreiche 1967 abgeschafft wurden, wurde Bunyoro ein Distrikt. 1974 wurde Bunyoro in Nordbunyoro und Südbunyoro aufgeteilt, wobei letzterer wiederum 1980 in die Distrikte Hoima und Masindi aufgeteilt wurde.

## Demografie
Die Bevölkerungszahl wird für 2020 auf 340.500 geschätzt. Davon lebten im selben Jahr 32,5 Prozent in städtischen Regionen und 67,5 Prozent in ländlichen Regionen. Die Bevölkerung gehört zu einem bedeutenden Teil dem Stamm der Bunyoro an. 
| Zensusjahr | Einwohnerzahl |
| ---------- | ------------- |
| 1991       | 129.682       |
| 2002       | 208.420       |
| 2014       | 291.113       |

## Wirtschaft
Die Fischzucht ist mit über 250 Teichen im Distrikt eine wichtige wirtschaftliche Aktivität. Die Bienenzucht für die Honigproduktion nimmt zu. Der Tourismus nimmt auch mit einem stetigen Besucherstrom in den Murchison-Falls-Nationalpark zu.

## Sehenswürdigkeiten
Der Murchison-Falls-Nationalpark, einschließlich der Murchison Falls, befindet sich zu 50 Prozent in dem Distrikt.